# Ajn Suchna
Ajn Suchna (ar. العين السخنة – Gorące Źródło) – miasto portowe w Egipcie, leżące nad czerwonomorską Zatoką Sueską, na jej afrykańskim brzegu (Riwiera Morza Czerwonego). Ok. 55 km na południowy zachód od Suezu, przy drodze nr 24, na południe od Dżabal Ataka.
Tutejszy port połączony jest z portem w Aleksandrii nad Morzem Śródziemnym rurociągiem naftowym Sumed o długości 320 km, którym przepływa dziennie 2,5 mln baryłek ropy. Miasto posiada również rafinerię ropy.
Ze względu na niewielką odległość od stolicy, Ajn Suchna jest chętnie odwiedzanym miejscem wypoczynku kairczyków.